# Hyperiidae

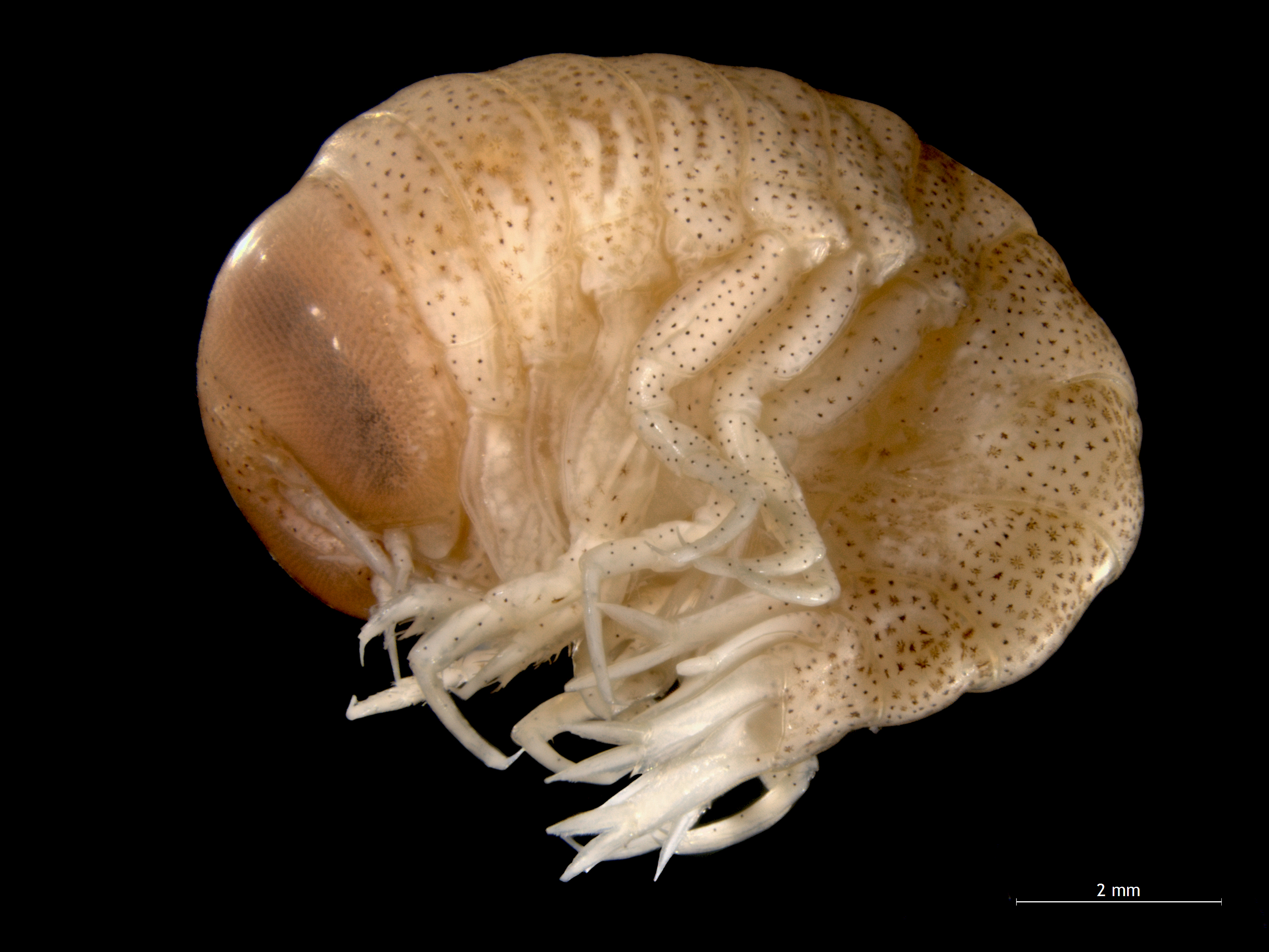
Hyperia galba.

Hyperiidae é uma família de Crustacea que agrupa cerca de 500 espécies de anfípodes pelágicos. Pelo menos parte do seu ciclo de vida é passado como parasitas do zooplâncton gelatinoso, parasitando organismos como salpas, sifonóforos, águas-vivas e ctenóforos. Possuem placas coxais pequenas e pouco desenvolvidas. Apresentam enormes olhos compostos que ocupam boa parte da superfície da cabeça.

## Taxonomia
A família Hyperiidae agrupa os seguintes géneros:
- Euthemisto Bovallius, 1887
- Hyperia Latreille in Desmarest, 1823
- Hyperiella Bovallius, 1887
- Hyperoche Bovallius, 1887
- Laxohyperia M. Vinogradov & Volkov, 1982
- Parathemisto Boeck, 1870
- Pegohyperia Barnard, 1931
- Themisto Guérin-Méneville, 1825